# Forsteronia manausana
Forsteronia manausana là một loài thực vật có hoa trong họ La bố ma. Loài này được B.F.Hansen mô tả khoa học đầu tiên.